# Dinasties Meridionals i Septentrionals
Les Dinasties Meridionals i Septentrionals (xinès: 南北朝, pinyin: Nánběicháo) va ser un període en la història de la Xina que va durar del 420 fins a 589 era comuna. Tot i ser una edat de guerra civil i caos polític va ser també una època de floriment de les arts i la cultura, avanç en la tecnologia, i difusió del budisme Mahayana i el Daoisme. El període va registrar per primera vegada a gran escala la migració xinesos han cap a les terres del sud del Iang-Tsé.
Durant aquest període el procés de sinització accelerada entre els nouvinguts no xinesos al nord i entre els aborígens al sud. Aquest procés va ser acompanyat també per la creixent popularitat del budisme (introduït a la Xina el segle I dC) tant al nord com al sud de la Xina, juntament amb el taoisme guanyant influència a través de l'esquema de les escriptures budistes (amb dos canons taoistes essencial escrits durant aquest període). Tot i que moltes torres d'una planta com ara torres de vigilància i apartaments residencials van existir en períodes anteriors, durant aquest període les diferents torres de pagoda xinesa (per a emmagatzemar escriptures budistes) evolucionaren a partir de la stupa, aquest últim procedent de les tradicions budistes de protecció dels sutres en l'antiga Índia.
Hi va haver notables avanços tecnològics en aquest període. Amb la invenció dels estreps durant els inicis de la Dinastia Jin Occidental, la cavalleria pesant es va convertir en un estàndard en el combat. Avenços en medicina, astronomia, matemàtiques, i cartografia són també observats pels historiadors. El famós matemàtic i astrònom xinès Zu Chongzhi (429-500) va pertànyer a aquesta època, un producte social i intel·lectual de la cultura de l'elit formada i desenvolupada al sud de la Xina durant aquest període.

## Antecedents

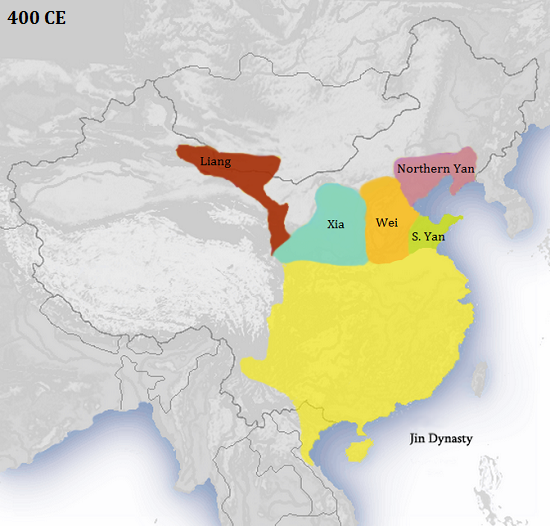
La Xina cap al 400

Després de l'enfonsament d'una Xina unificada pròpiament dita sota la dinastia Han de l'Est l'any 220 a causa, en gran part, de la rebel·lió dels Turbants Grocs i de les cinc mesures d'arròs, la Xina finalment es va unir en els Tres Regnes. Encara que poderosa amb la conquesta de l'estat de Wu Oriental en el 280, la Dinastia Jin va ser severament debilitada després de la Guerra dels Vuit Prínceps del 291 al 306. Durant els regnats de l'emperador Hui de Jin i l'Emperador Min de Jin, el país es va posar en greu perill amb l'aixecament dels Wu Hu. Els setges i el final saqueig de Luoyang en l'any 311 amb el Desastre de Yongjia i Chang'an en l'any 316 pels exèrcits invasors bàrbars gairebé va destruir la dinastia. No obstant, un descendent de la casa reial, el príncep de Langya, va fugir cap al sud per salvar el que quedava i mantenir l'imperi. Consolidant el seu poder al sud, els Jin es van establir en l'actual Nanjing (aleshores dit Jiankang) com la seva capital, canviant el nom de la dinastia a Jin Occidental (317-420 EC), ja que la nova capital es trobava al sud-est de Luoyang.

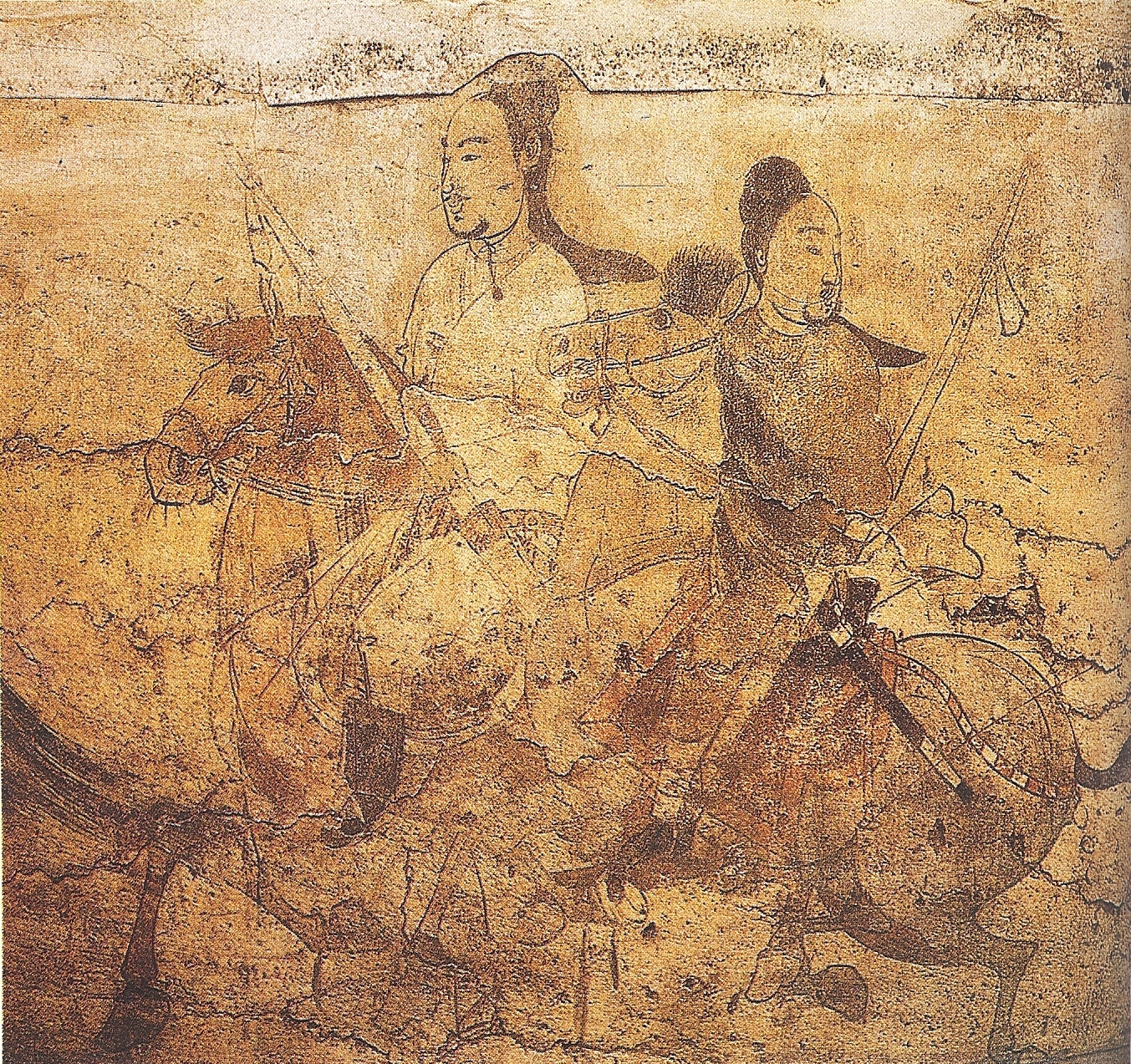
Una escena de dos genets a cavall d'una pintura mural a la tomba de Lou Rui a Taiyuan, Shanxi, Dinastia de Qi del Nord (550–577)

Fou durant el període de les Dinasties Meridionals i Septentrionals que la Xina del sud (per sota del Iang-Tsé) es desenvolupà en gran manera respecte del seu estat anterior de primera colonització xinesa i assentament migratori. Abans, el sud estava habitat per comunitats petites i aïllades de xinesos en un vast espai de tribus no colonitzades d'altres ètnies, començant com una frontera perifèrica i propera per canviar en una urbanitzada, propera i sinitzada regió de la Xina. En el seu llibre Buddhism in Chinese History, Arthur F. Wright assenyala aquest fet en afirmar:

"Quan parlem de l'àrea de la vall del Yangtze i per sota en el període de desunió, hem de desterrar de les nostres ments la imatge de la densament poblada i intensivament conreada Xina del sud dels últims segles. Quan els aristòcrates de les restes de la casa governant de Chin [Jin] va fugir cap a l'àrea de Nanking [Nanjing] en els inicis del segle quart, el sud en tenia potser una desena part de la població de la Xina. Hi havia centres de cultura xinesa i administració, però al voltant de la major part d'aquestes vastes zones sense colonitzar a les quals els colons xinesos es traslladaven lentament".

Encara que els xinesos de la dinastia Jin Orientals (i les successives dinasties del sud) estaven ben defensats de Wei del Nord situant de flotes navals al llarg del riu Iang-Tsé, encara hi havia diversos problemes amb la construcció i el manteniment de la força militar. La designació d'específiques cases pel servei militar finalment va conduir a un trencament de files en el seu estatus social, causant la deserció generalitzada de les tropes en moltes ocasions. Davant l'escassetat en nombre de tropes, els generals de Jin eren sovint enviats en campanyes de captació de tribus no xineses en el sud per tal cridar-los pel servei militar. La dinastia Jin Oriental no va caure per la invasió externa, sinó perquè el regent Liu Yu es va apoderar del tron de l'Emperador Gong de Jin, convertint-se en l'Emperador Wu de Liu Song (regnat del 420 fins al 422 EC).

## Wei oriental i Wei occidental

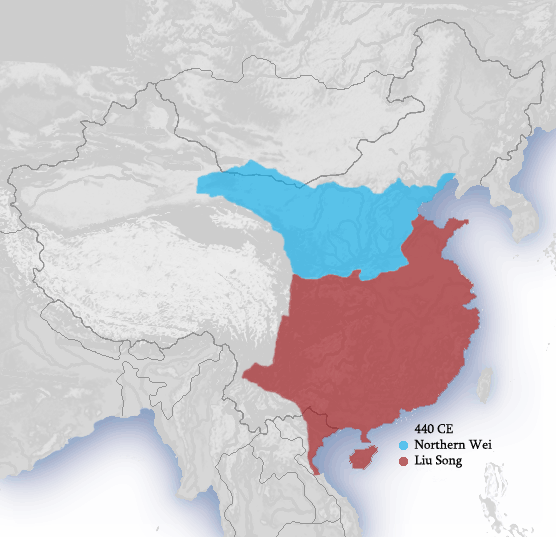
Territoris aproximats dels estats de Wei del Nord (blau) i Song del Sud (marró) en el 440

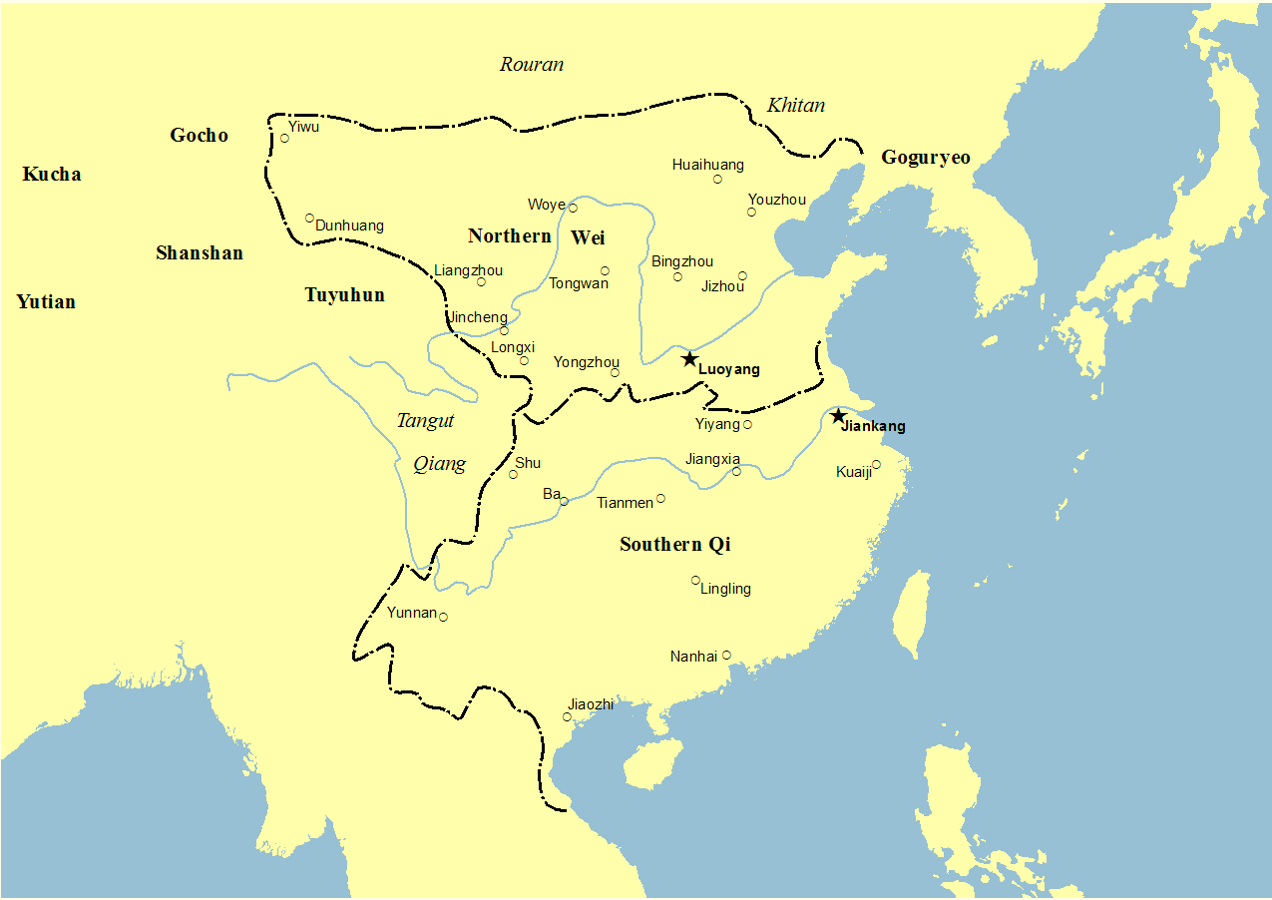
Territoris aproximats dels estats de Wei del Nord i Qi del Sud en el 497

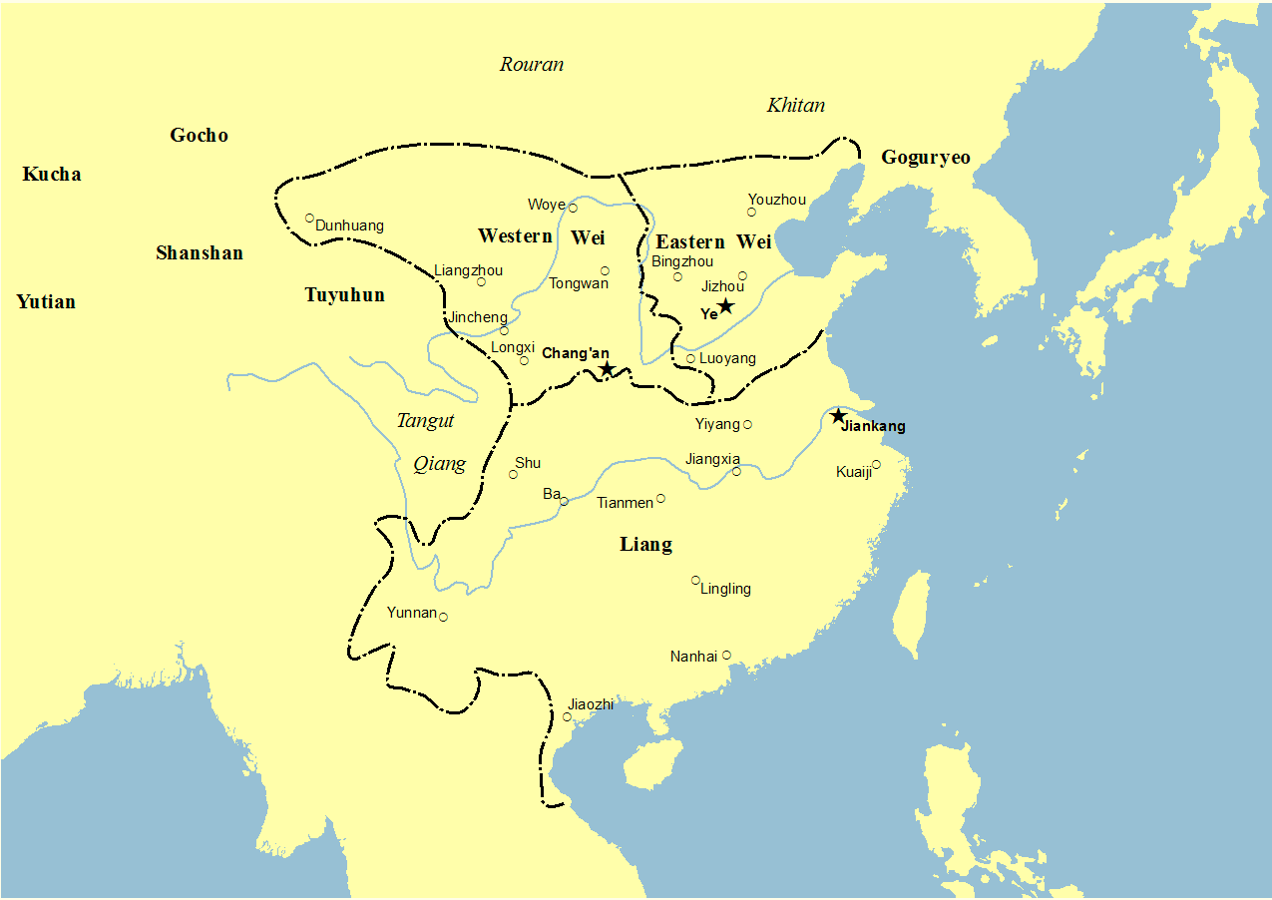
Territoris aproximats dels estats de Wei oriental, Wei occidental i Liang en el 541

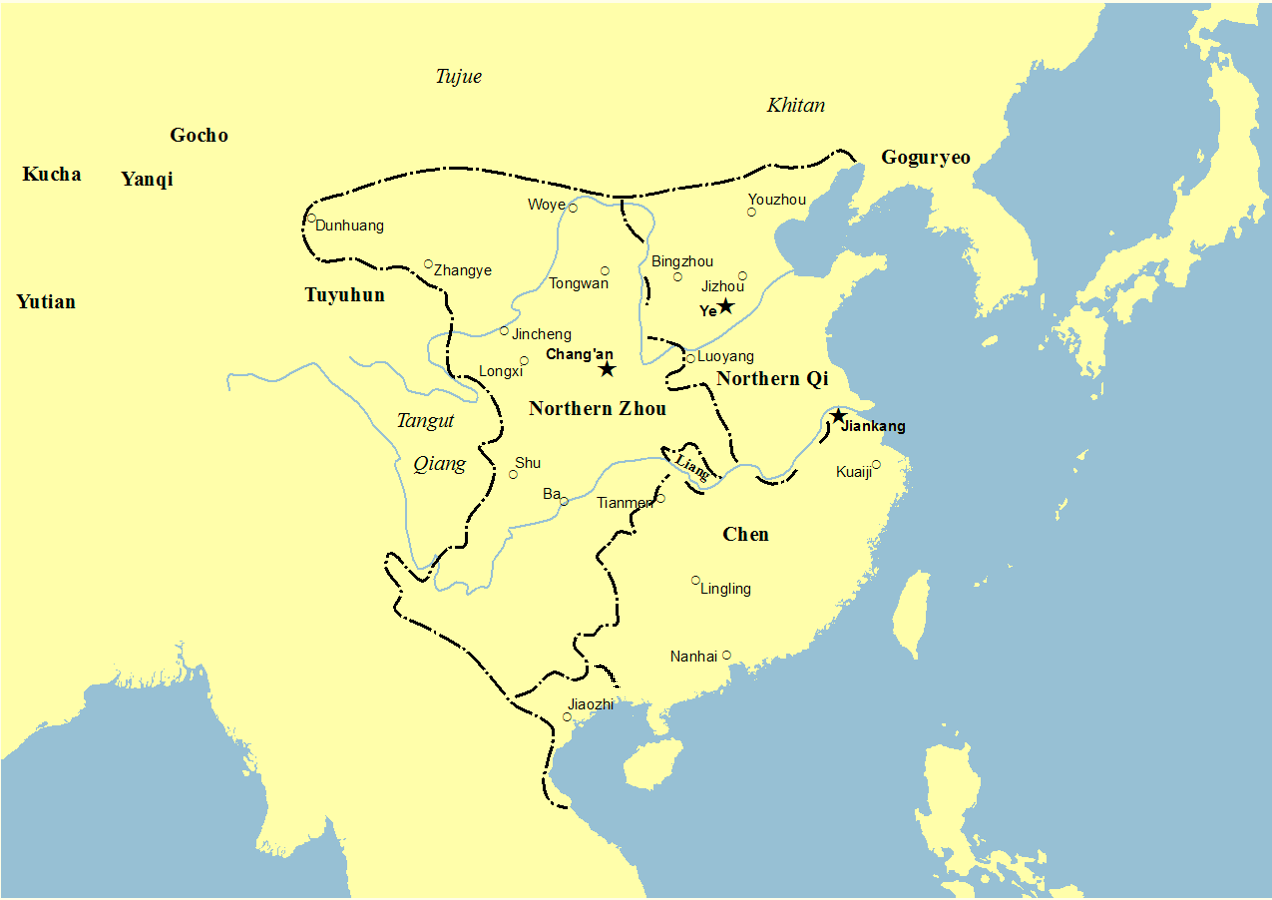
Territoris aproximats dels estats de Qi del Nord, Zhou del Nord, Liang i Chen en el 562

El general Gao Huan va reunir els seus homes per tornar-se contra el clan Erzhu, entrant i prenent la capital Luoyang en 532. Confiat en el seu èxit, va deposar l'emperador Jiemin de Wei del Nord, recolzat pel clan Erzhu i per Yuan Lang, emperador anteriorment recolzat pel mateix Gao, i va imposar l'emperador Xiaowu de Wei del Nord al tron de Luoyang i va continuar les seves campanyes a l'estranger. L'emperador i el cap militar de Luoyang, Husi Chun, va començar a conspirar contra Gao Huan però aquest va aconseguir mantenir el control i l'emperador i un grapat de seguidors van fugir cap a l'oest, a la regió governada pel poderós senyor de la guerra Yuwen Tai. Gao Huan va anunciar aleshores la seva decisió de traslladar el tribunal de Luoyang a la seva capital, Ye. Amb dos aspirants rivals al tron de Wei del Nord, es va produir la divisió de l'estat el 534–535 en el Wei oriental i el Wei occidental. Els Wei orientals eren inicialment significativament més forts i semblava probable que acabaren ràpidament amb el Wei occidental, però a la batalla de Shayuan, Wei occidental va emboscar amb èxit i va derrotar un exèrcit oriental molt més gran que marxava cap a Chang'an, canviant l'equilibri de poder i reduint les forces orientals prou significativament per no poder amenaçar la plana de Guanzhong el cor de Wei occidental, i Wei occidental va amenaçar el territori oriental, i el general occidental Dugu Xin va ocupar breument l'antiga capital del Wei del nord, Luoyang, el 538.

## Qi del Nord i Zhou del Nord
Ni el Wei oriental ni el Wei occidental van ser de llarga vida. L'any 550, el fill de Gao Huan, Gao Yang, va obligar l'emperador Xiaojing de Wei oriental a cedir-li el tron, acabant amb el Wei oriental i establint la Dinastia Qi del Nord, i l'any 557, el nebot de Yuwen Tai, Yuwen Hu, va obligar l'emperador Gong de Wei occidental a cedir el tron al fill de Yuwen Tai, Yuwen Jue, acabant amb el Wei occidental i establint el Zhou del Nord, que prendria el nord-est en 577. El 581, l'oficial de Zhou del Nord Yang Jian va fer que l'emperador li cedís el tron, establint la dinastia Sui, que el 587 conquerí Liang Occidental i finalment restabliria la unitat xinesa el 589 prenent el territori dels Chen.

## Dinasties Meridionals
Els Jin van ser succeïts per una sèrie de dinasties de curta durada: Liu Song (420–479), Qi del Sud (479–502), Liang (502–557) i Chen (557–589). Com que totes aquestes dinasties tenien la seva capital a Jiankang excepte Liang, de vegades s'agrupen amb Wu oriental i Jin oriental com les Sis Dinasties. Els governants d'aquestes dinasties foren generals que van prendre i mantenir el poder durant unes dècades, però no van poder passar el poder de govern de manera segura als seus hereus per continuar la seva dinastia amb èxit. L'emperador Wu de Liang va ser el governant més notable de la seva època, sent un mecenes de les arts i del budisme.
Després del fracàs dels esforços de Liu Song per formar una aliança amb Rouran, Goguryeo, Tuyuhun i les potències locals més petites per derrotar els Wei del Nord, el nord i el sud es van veure obligats a reconèixer-se tàcitament. L'època de la dinastia Liu Song va ser un període de molta agitació interna. Una sèrie d'emperadors foren incompetents i tirànics, la qual cosa almenys en part conduí moltes revoltes militars. Aquest governants incloïen Liu Shao, l'Emperador Xiaowu, l'Emperador Qianfei, l'Emperador Ming, i l'Emperador Houfei. L'Emperador Ming va ser especialment cruel, assassinant a un gran nombre dels seus germans, nebots i altres familiars mascles — molts d'ells nens. Tal inestabilitat interna amb el temps va portar a la destrucció de la dinastia.
Durant els seus 23 anys d'història, la dinastia Qi del Sud va estar plenament plena d'inestabilitat, ja que després de la mort de l'emperador Gao i l'emperador Wu, el net de l'emperador Wu, Xiao Zhaoye va ser assassinat pel cosí de l'emperador Wu Xiao Luan, que es va fer càrrec de l'emperador Ming, i va dur a terme execucions massives dels fills de l'emperador Gao i de l'emperador Wu i dels funcionaris que sospitava conspiraven contra ell. L'arbitrarietat d'aquestes execucions es va agreujar després que l'emperador Ming fos succeït pel seu fill Xiao Baojuan, les accions del qual van provocar múltiples rebel·lions, l'última de les quals, per part del general Xiao Yan va provocar la caiguda de Qi del Sud i la successió de la dinastia Liang de Xiao Yan.
El 557, Chen Baxian va establir la nova poderosa dinastia Chen però els xinesos del sud no van poder resistir el poder militar acumulat al nord per Yang Jian, que es va declarar Emperador Wen de Sui i va envair el sud, reunificant la Xina el 589.

## Conseqüències

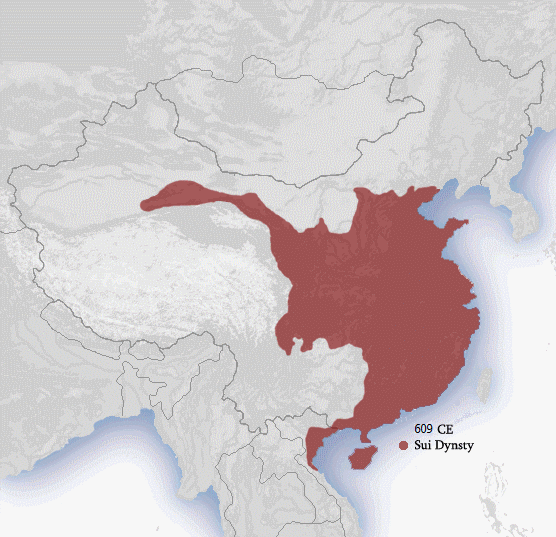
Territoris aproximats de Sui en el 581

La Dinastia Sui va unificar la Xina al segle vi i va acabar amb prop de quatre-cents anys de divisions entre règims rivals. Va tenir una curta durada i va ser seguida per la dinastia Tang.